# 인도네시아 자유민주주의 시대
자유민주주의 시대(인도네시아어: Demokrasi Liberal)란 인도네시아가 1945년에 독립했을 때부터 대통령 수카르노가 계엄령을 선포하고 교도민주주의를 선언한 1957년까지의 기간을 말한다. 이 시기 아시아 아프리카 회의, 인도네시아 최초의 총선거, 인도네시아 제헌의회 등 중요한 일이 많이 일어났다. 자유민주주의 시대는 극심한 정치적 불안정의 시대였으며, 2년 이상 지속된 내각이 없었다.

## 같이 보기
- 인도네시아의 역사